# Щукоголов звичайний
Щукоголов звичайний (Luciocephalus pulcher) — тропічний вид риб з родини осфронемових (Osphronemidae), підродина луціоцефалових (Luciocephalinae).
Поширений в Південно-Східній Азії: півострів Малакка, острови Суматра, Ріау-Лінга, Банка, Белітунг, Натуна, Калімантан.
Зустрічається виключно в прісних болотистих лісових водоймах, стоячих або з повільною течією, часто в районах залягання торфу. Тримається невеликими групами серед водяної рослинності вздовж берегів, переважно біля поверхні води.
Оригінальна назва виду Diplopterus pulcher Gray, 1830 була вперше використана Греєм на малюнку в 1830 році, наступного року Грей дав його короткий опис. Блікер 1851 року замінив назву роду Diplopterus на Luciocephalus, оскільки Diplopterus вже був використаний (Diplopterus Boie, 1826) для одного з родів птахів з родини зозулевих (сучасна назва Tapera Thunberg, 1819).

## Опис
Щукоголови схожі на щуку не тільки назвою і способом життя, але й своєю зовнішністю. Кидається в очі велика, видовжена голова з гострою мордою. Дуже еластичний рот глибоко вирізаний, може широко розкриватися й наповнений маленькими зубами.
Довжина 17-20 см. Тіло сильно витягнуте в довжину, анальний і спинний плавці посунуті далеко назад. Голова з довгими щелепами становить близько третини загальної довжини. Число хребців 38-40. Формула плавців: D 10-12, A 0-I/19-21, V I/5, P 16-18. Анальний плавець має глибокий виріз. Перший промінь черевних плавців подовжений у формі нитки, приблизно вдвічі довший за решту їх променів. У бічній лінії 42-45 лусок. Плавальний міхур відсутній.
Як і інші представники підряду лабіринтових риб (Anabantoidei), Luciocephalus має допоміжний надзябровий орган дихання, який називається лабіринтовим органом, і який дозволяє рибам певною мірою дихати атмосферним повітрям. Будова лабіринту в щукоголовів є значно простішою, ніж у інших лабіринтових риб.
Забарвлення цих риб доволі цікаве. Уздовж всього тіла, від голови до кореня хвостового плавця проходить широка темно-коричнева смуга. Зверху й знизу вона супроводжується тоншими світлими смужками, за ними знову розташовані темні зони. Спина бежево-оливкова, черево сріблясте.
Оскільки L. pulcher широко розповсюджений, він має численні локальні популяції, між якими існує значна різниця в морфометрії та забарвленні.
Статеві відмінності невиразні. Забарвлення самок трохи блідіше, і вони повніші за самців.

## Полювання
Щукоголов — це типовий хижак, що полює із засідки. Маскувальне забарвлення дозволяє цим рибам залишатися непомітними серед затоплених гілок і пожовклих стебел очерету. Причаївшись серед заростей рослин, вони нерухомо чатують на свою здобич. Коли поблизу пропливатиме рибка, щукоголов робить блискавичний кидок уперед і хапає її своїм великим, озброєним гострими зубами ротом. Коли хижак схибить, здобич він не переслідує, натомість чекає наступного слушного моменту.
Luciocephalus pulcher має специфічну анатомію голови, що забезпечує миттєве підняття черепа на кут 40" до осі хребта з одночасним висування вперед верхньої щелепи на третину довжини голови. Ці показники є екстремальними для костистих риб. При цьому рот збільшується настільки, що щукоголов здатен поглинати здобич, що становить третину його власного розміру. Жертва захоплюється у блискавичному кидку, всмоктування при цьому практично не використовується.
У лабораторних умовах досліджувалась кінематика рухів щукоголова під час полювання. Атака складається з трьох фраз. Спочатку хижак повільно, зі швидкістю 1-5 см/с, наближається до жертви, рухаючи лише грудними, спинним та анальним плавцями. Друга фаза зазвичай починається, коли відстань до здобичі становить приблизно довжину тіла щукоголова. Хвостовий плавець розкривається і хвилясті рухи тіла забезпечують швидкість руху від 30 до 50 см/с. Коли до здобичі залишається близько 90 % довжини голови, ініціюється заключна фаза, що супроводжується швидким відкриттям рота і підняттям черепа. Все відбувається за соті долі секунди. Швидкість кидка становить близько 130 см/с. Рот щукоголова замикається на здобичі. Ці три фази присутні як при успішній, так і при невдалій спробі схопити жертву. Коли відстань скорочується достатньо швидко, друга фаза може бути пропущеною.

## Утримання в акваріумі
Luciocephalus pulcher був відомий акваріумістам ще на початку XX ст. Періодично щукоголовів завозять з Південно-Східної Азії в спеціалізовані магазини. Проте це складний для утримання в акваріумах вид риб, зазвичай їм займаються лише справжні ентузіасти з достатнім досвідом.
Для утримання щукоголовів добре підходять просторі акваріуми місткістю не менше 250 л, проте, зважаючи на малорухливий спосіб життя цих риб, їм часто вистачає й 80 л. Рослинність повинна бути густою. Обов'язковою є наявність рослин, що плавають на поверхні води, їх коріння створюватиме для риб схованки. Зверху акваріум тісно накривають склом, риби можуть вистрибувати із води.
В акваріумних умовах щукоголови — теплолюбні й дуже хворобливі риби. Температуру води підтримують у межах 22-26°С. Вода потрібна м'яка (2-10°dH), кислувата (рН6,0), торфована, ідеально чиста. Важливо, щоб у воді було мінімум мікробів, адже Luciocephalus pulcher надзвичайно чутливий до бактеріальних інфекцій. Щотижня рекомендується міняти третину акваріумної води на свіжу.
Ніколи не слід забувати, що щукоголови — хижаки, тому їхня присутність у спільному акваріумі зазвичай є недоречною. Сусіди, розмір яких не перевищує 10 см, розглядатимуться ними як потенційна здобич. Проте для великих риб щукоголови абсолютно безпечні. Більше того, за такого сусідства Luciocephalus pulcher виявляє себе як боязкий і полохливий вид.
Спосіб життя щукоголовів у неволі такий самий, як і в природі. Вони мало рухаються, більшість часу проводять стоячи на одному місці в очікуванні, поки відповідна жертва не опиниться з зоні досяжності.

## Годівля
Щукоголовам потрібен міцний живий корм: риби, личинки комах тощо. 5-6 дорослих самок гупі — це звичайний обід для щукоголова. Найпоширенішим кормом в умовах акваріума є живородки або даніо, тобто рибки, що легко розводяться і є доволі продуктивними. Дрібних рачків, навіть за сильного голоду, вони майже не їдять. Можуть їсти також дощових черв'яків, мотиль та комах, але тільки, коли вони рухаються.
Слід зазначити, що щукоголови можуть тижнями голодувати, але, коли є плани розведення цих риб, харчування має бути повноцінним. Дорослому хижакові на день потрібна щонайменше одна рибка розміром із самку гупі.

## Розведення
Розведення щукоголовів в акваріумі є рідкісним явищем. Статевої зрілості вони досягають у віці 12-18 місяців, маючи довжину близько 8 см. Щоб стимулювати початку нересту температуру води підвищують до 28-33°С. Нерест буває парний або груповий у великому акваріумі довжиною 120—150 см. Під час шлюбних ігор темна поздовжня смуга у самців розпадається на декілька рядів крапок.
Риби нерестяться без обіймів біля дна. У природі самка відкладає від 90 до 120 жовтуватих ікринок, в акваріумі зазвичай буває лише 40-50 ікринок. Ікра в щукоголовів порівняно велика, близько 3,5 мм у перетині. Самець виношує ікру та личинок у роті, при цьому у нього роздувається горловий мішок. Інкубаційний період триває 28-30 днів. Весь цей час самець не їсть. Коли термін виношування потомства закінчується, батько випускає на волю вже повністю сформованих мальків довжиною 12-13 мм, і ті відразу розпочинають самостійне життя. Годують їх виключно живим кормом. Своїх мальків батьки не чіпають, поки вони не виростуть до 3 см завдовжки.

## Відео
- Luciocephalus pulcher — Crocodile Pikehead by Ted's Fishroom (англ.)
- Aquarium Fish — Crocodile Pikehead by geobeats (англ.)
- Luciocephalus pulcher, Pikehead by Wainwrightlab